# 新倉雅美
新倉 雅美（にいくら まさみ、1937年 - 1986年5月消息不明）は、日本の元アニメーション監督。日放映動画スタジオ、東京テレビ動画元代表取締役、日本テレビ動画元社長。プロデューサーとしての名義は本名の渡邊 清（わたなべ きよし）である。

## 人物・来歴

### 生い立ち
1937年（昭和12年）に新潟県北蒲原郡聖籠町に生まれる。実家は網元で素封家だったという。地元の中学を卒業して上京。都内の芸能タレント養成の劇団に入り俳優を志したが、断念してアニメーション制作に転向した。1962年4月頃、島田一路が主宰していたコマーシャルプロダクションの動画プロに入社し1年務めたあと創業間もない東京ムービー（現・トムス・エンタテインメント）に入社。同社では動画を担当し、初制作作品『ビッグX』の実質的ディレクターとされる岡本光輝の弟分となる。

### 日本放送映画時代
1965年（昭和40年）ピンク映画や教育映画を製作していた矢元照雄の国映が出資し、日本テレビの番組を専門に手がけるスタジオとして設立した日本放送映画に岡本光輝が移籍した際、新倉も同行。同年には日本放送映画内に日本テレビ専属のアニメ制作部門が発足。1966年には有限会社日放映動画スタジオとして独立する。主要メンバーは旧虫プロダクションや東映動画の元スタッフで、新倉は日放映動画スタジオで代表取締役となり、日放映が手がけた『戦え!オスパー』では、岡本とともに「演出・ディレクター」を務めたとされている。
しかし、新倉が監修したアニメ『とびだせ!バッチリ』（原作・岡本光輝/製作・矢元照雄）で依頼されたフィルム数が納入されないトラブルがあり、その後も帯番組を手がけたが『冒険少年シャダー』制作後、日本放送映画は解散した。

### 東京テレビ動画時代
1968年（昭和43年）日本放送映画の解散に伴い、出資元でもあった国映の傘下を離れて独立。新倉も元日放映のメンバーを再結集する形で、東京テレビ動画を狛江市に設立した。
東京テレビ動画は『冒険少年シャダー』を放映した時間帯を引き継ぐ形で『夕やけ番長』を制作した。以後も、東京テレビ動画は3年間、日本テレビと共同でアニメ番組を制作し、同局のアニメをほぼ独占した。1971年には水島新司の『男どアホウ!甲子園』の制作に際して新潟市にスタジオを新設している。
だが、日本テレビと東京テレビ動画の間に金銭的な不祥事が起こったとされ、東京テレビ動画は1971年春を最後に日本テレビから仕事を干される。東京テレビ動画に在籍していた岡迫亘弘の証言では、日本テレビプロデューサーの藤井賢祐が新倉からの贈与の見返りに仕事を与えていたが、それが日本テレビに発覚して東京テレビ動画への発注がなくなったという。新倉は映画配給会社の契約決定も未定なまま、谷岡ヤスジ原作の劇場アニメ形式のアダルトアニメ『ヤスジのポルノラマ やっちまえ!!』を社運を賭けて制作するが、興行は公開から僅か一週間後で打ち切りになる程の大失敗に終わり、東京テレビ動画は解散する。

### 日本テレビ動画時代
1971年11月、新倉は元東京テレビ動画のメンバーを中心に再々度立ち上げられたアニメ制作会社日本テレビ動画の社長に就任する。日本テレビ動画は、旧東京テレビ動画の新潟スタジオが拠点となった。東京テレビ動画が社名を変更しただけのように見えるが、別会社である。新倉が新潟政界の実力者である田中角栄と関係があったという証言が、後述の1986年に逮捕された際の報道に記載されている。その中で、日本テレビ動画の名目上の代表取締役だった稲庭左武郎（社内では「会長」と呼ばれていたという）が、田中と関連が深いといわれたNST新潟総合テレビの役員を務めていた人物だった。
日本テレビ動画は、1972年4月にTBS（現・TBSテレビ）でスタートした『アニメドキュメント ミュンヘンへの道』を手がけてアニメ制作に復帰する。新潟だけでは制作に不都合を来すため、中野区のビルの部屋を借りて拠点としていた。ところが、同年8月開始の後番組『モンシェリCoCo』の放送中、新倉は10月9日付で日本テレビ動画の取締役を辞任した。10話以降は新倉のクレジットも削除され、何らかのトラブルがあったとみられている。

### 失踪
元日本テレビ動画の真佐美ジュン（下崎闊）によると、日本テレビ動画は硬派任侠物の『少年次郎長三国志』のアニメ化を切望したが企画が頓挫、『ドラえもん』のアニメ制作を、日本テレビ側から日本テレビ動画を制作会社に指名する形で受託することになったとされる。だが『ドラえもん』放送中の1973年（昭和48年）8月ごろ、新倉は突如失踪した。この失踪が引き金になり、『ドラえもん』は同年9月に2クールで放映を終了した。

真佐美のインタビューによると、新倉が失踪する前後から「日本テレビ動画が解散するのではないか」という噂が下請けで流れており、入金の保証があるまで下請け側は納品しないという状況にまでなっていたとされ、真佐美はこの件で日本テレビから呼び出されたという。その後、会社の経営を引き継いだ会長はアニメ会社の経営に無関心な人物で「もう止めよう」の一言で日本テレビ動画は解散した。その後、残されたスタッフは債権処理などに追われ、ついに日本テレビ動画が再建されることはなかった。

### 逮捕
失踪後、新倉はフィリピンのマニラに移住し海外で映画会社を勃興させるもうまくはいかず、日比合作の映画製作の話をフィリピン政府要人に持ちかけたが、結局実現せず借金を抱えて困窮していたという。金に困っていた新倉は、暴力団東組の幹部でもある柳沢充年に誘われてしまいピストルの運び屋となり、拳銃密輸の目的で1986年にフィリピンから帰国した。しかし同年5月2日、新倉は西多摩郡瑞穂町内のホテルからピストルを持ち出そうとしていたところ、張り込んでいた捜査員に銃砲刀剣類所持等取締法などの現行犯で逮捕された。この際、短銃50丁と実弾約1400発が押収された。逮捕後の新倉の報道はなく、以後の消息は一切不明で裁判資料も既に破棄され、現存していないという。

## 主な参加作品
| 作品名                          | 制作局/配給会社  | 制作会社       | 制作年   | 役職                    | 名義     | 形態         | 備考                                                                           |
| ------------------------------- | ---------------- | -------------- | -------- | ----------------------- | -------- | ------------ | ------------------------------------------------------------------------------ |
| ビッグX                         | TBS              | 東京ムービー   | 1964年   | 動画マン・演出          | 新倉雅美 | テレビアニメ | 東京ムービー初制作作品                                                         |
| 戦え!オスパー                   | 日本テレビ       | 日本放送映画   | 1965年   | 演出・プロデューサー    | 新倉雅美 | テレビアニメ | 未ソフト化。日本テレビ初の国産テレビアニメシリーズ。                           |
| とびだせ!バッチリ               | 日本テレビ       | 日本放送映画   | 1966年   | 監修                    | 新倉雅美 | テレビアニメ | 未ソフト化。『戦え!オスパー』に続く日本テレビ2本目の国産テレビアニメシリーズ。 |
| フータくん                      | 日本テレビ       | 日本放送映画   | 1966年頃 | 不明                    | 新倉雅美 | テレビアニメ | パイロットフィルムのみ                                                         |
| 冒険少年シャダー                | 日本テレビ       | 日本放送映画   | 1967年   | プロデューサー          | 新倉雅美 | テレビアニメ | 未ソフト化                                                                     |
| 新宿千夜一夜                    | 国映?            | 日本放送映画   | 1967年頃 | 不明                    | 新倉雅美 | 劇場作品     | パイロットフィルムのみ                                                         |
| 天才バカボン                    | 日本テレビ       | 日本放送映画   | 1968年頃 | 不明                    | 新倉雅美 | テレビアニメ | パイロットフィルムのみ                                                         |
| 夕やけ番長                      | 日本テレビ       | 東京テレビ動画 | 1968年   | 制作                    | 新倉雅美 | テレビアニメ | 未ソフト化                                                                     |
| ヤスジのポルノラマ やっちまえ!! | 日本ヘラルド映画 | 東京テレビ動画 | 1971年   | 製作                    | 渡辺清   | 劇場作品     | 2019年に幻の映画復刻レーベルDIGから初ソフト化                                  |
| 性蝕記                          | 不明             | 東京テレビ動画 | 1971年   | 不明                    | 渡辺清   | 劇場作品     | 製作中止                                                                       |
| モンシェリCoCo                  | TBS              | 日本テレビ動画 | 1972年   | プロデューサー・9話まで | 渡邉清   | テレビアニメ | 未ソフト化                                                                     |
| ドラえもん                      | 日本テレビ       | 日本テレビ動画 | 1973年   | 企画                    | 渡辺清   | テレビアニメ | 未ソフト化。1979年以降は再放送なし。                                           |

## 評価
- 吉川惣司 - 「全く影が薄い人でした。しゃべり方にしても物をはっきりと言うような雰囲気ではなく、余りリーダーシップを発揮するというタイプじゃなかった。『ミュンヘンへの道』でもTBSに振り回されっぱなしでした。結局、新倉さんはアニメを余りよくわかっていなかった。山師みたいな感じでバクチで一発あてるという雰囲気でしたよ」[25]
- 真佐美ジュン - 「確かに新倉は先見の明はありましたよ。あの頃『ドラえもん』に目を付けたこともそうですし、韓国の安い人件費で作ったりなど当時としては画期的なことを行っていました」[26]「やっぱやり手だったの。新倉って社長は。豪腕というか辣腕というか。 その辺の交渉事は上手かったね。本来、そんな枠（引用者注：日本テレビ版『ドラえもん』は日曜夜7時からの30分番組というゴールデンタイム枠で放送された）なんか通常取ってこれないもの。その辺の政治力はあったんでしょうね」[27]
- 岡迫亘弘 - 「原動画はすべて下請けスタジオに発注していた。要するに新倉がものすごく評判の悪い男だったんで、アニメーターが寄り付かないんだよね。どこもやってくれないわけ! 日放映時代から、金払いが悪いことで有名だったんだ。だから『赤き血のイレブン』のときも人集めるのが大変だった。俺の虫プロ時代の知り合いのところに『いざとなったら納品を止めるから!』と啖呵を切って、お願いしていたんだ」[28]「新倉って実家が大金持ちで金は持っているわけだから『金が欲しくてアニメ会社をやってるわけじゃないんだろうな』って気は、当時もしていたよ。そのわりには『作品をもっと良くしよう』という気はなかったね。とにかく何でもいいから、やり始める。普通はそこで『いい物を作ろう』という気になるじゃない。そうじゃなかったら『儲けよう』という気になる。でも、新倉の場合は、どっちも見えないんだよ。彼には『作品を良くしよう』という気はないのに『作品を作りたい』という気だけがあるんだよね。やっぱり、アニメ関係の仕事をしているってこと自体が楽しかったんだろうね」[29]
- 安藤健二 - 「現在のアニメ会社の多くは、コストをカットするために実制作を外部のスタジオに委託する方式を取っている。その意味では、新倉は時代を先取りしていたともいえる」[28]「同郷の田中角栄とのコネクションをフル活用して、日本テレビの帯アニメを手がけ、仕事を干されてからはポルノ映画を製作。それが失敗に終わってからは、新潟の資産家を会長に祭り上げて、新会社を立ち上げる。日本テレビの役員クラスを動かして『ドラえもん』の仕事を受注する……。やり手の人物だったことは確かだろう」[25]「新倉がアニメを愛していたのかどうかは、最後までよくわからなかった。結局、彼が情熱を傾けたのは、アニメを作り続けて、アニメ会社の社長を続けることだけだったようにも見える。『後世に残る作品を作ろう』という意欲には欠けていたように思えてならない。新倉の会社が手がけた作品の多くが、今では見ることができないのも、そこに根本的な原因があるようだ」[30]「新倉は政治力と資金力を生かして、テレビ局とパイプを作り、数多くのアニメを作ったが、そのほとんどが原作物のアニメ化だった。原作を超えるオリジナリティーのある物は、興行的には失敗に終わった『ヤスジのポルノラマ やっちまえ!!』を除いては、作れていない。新倉は作品を作ることには情熱を傾けても、作品の内容には全く無頓着だった」[31]